# Grande Étude

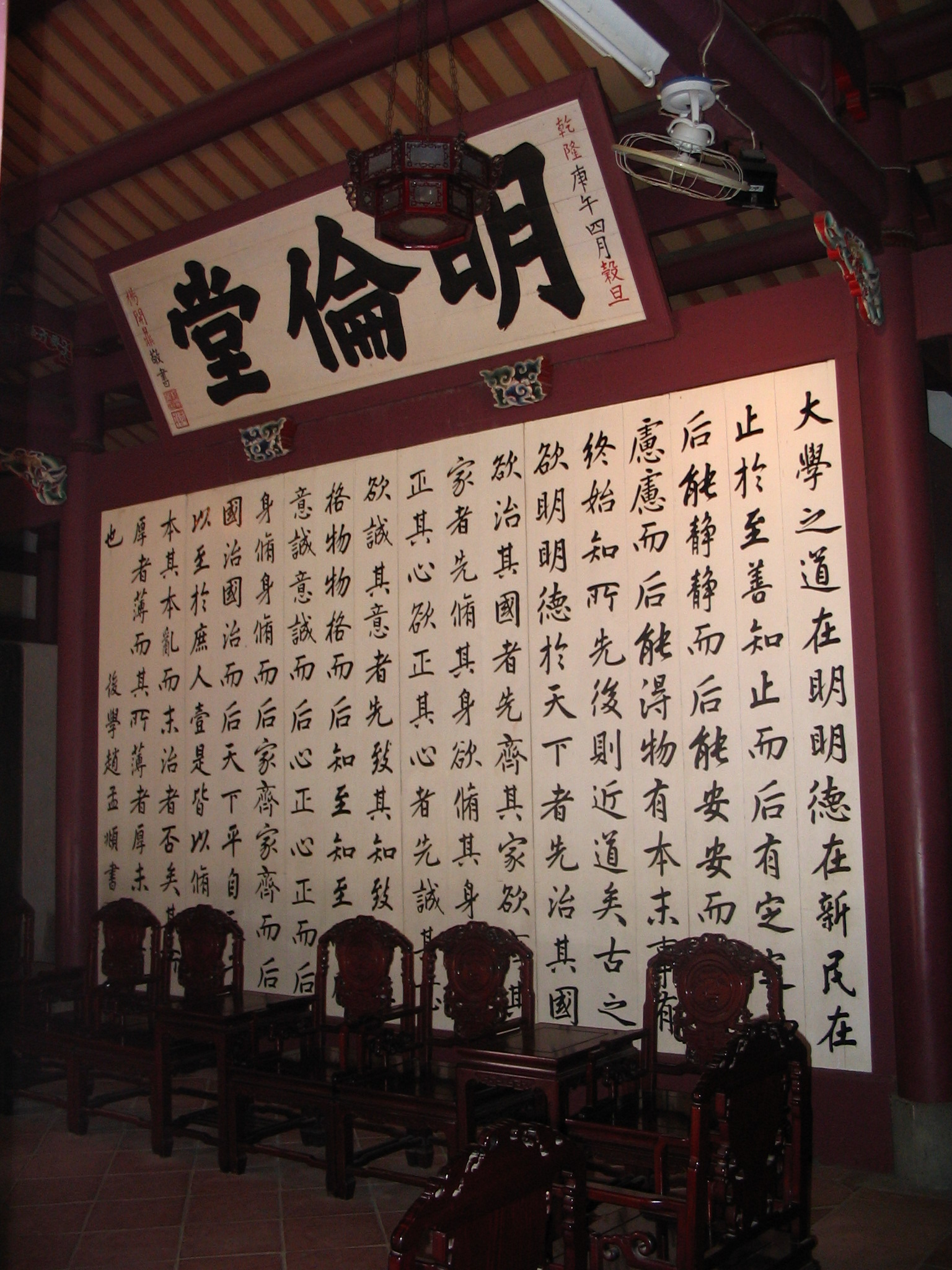
Calligraphie de Grande Étude à Tainan.

Dans la philosophie chinoise, la Grande Étude, ou Da xue (chinois traditionnel 大學, chinois simplifié 大学, pinyin Dàxué), se compose d'un canon, attribué à Confucius, et d'un commentaire en dix chapitres attribué à Zengzi, un de ses principaux disciples.
D'abord intégré dans le Livre des Rites (Li Ji), ce petit texte connut un regain d'intérêt sous la dynastie des Song, lors du renouveau confucianiste (connu en Occident sous le nom de Néoconfucianisme) dont le théoricien le plus important est Zhu Xi. Les penseurs de cette époque ont trouvé dans ce court traité, dans l'Invariable Milieu (Zhong Yong) et dans le Livre des Mutations (le Yi King ou Yi Jing) de quoi régénérer l'enseignement de Confucius en répondant aux aspirations spiritualistes engendrées par l'essor du Taoïsme et du Bouddhisme Chan (Zen en japonais). Depuis lors et jusqu'à la fin de l'Empire, le Confucianisme de Zhu Xi a conservé le statut de philosophie d'État et sa lecture de la Grande Étude, un des « Quatre Livres » avec le Zhong Yong, les Entretiens de Confucius et le Mencius, tint lieu de credo pour des générations de Lettrés chinois.
Comme tout « classique », le texte présenté ici tire sa vitalité des nombreuses lectures auxquelles il se prête, selon les points de vue et les époques. L'interprétation et les remaniements proposés par Zhu Xi donnent à ce texte une portée universelle tout en mettant l'accent sur le devoir de « régénérer le peuple » et de « scruter les choses ». Cette leçon a été discutée et il semble que cette « Grande Étude » puisse aussi être considérée comme étant à l'origine un résumé introductif à l'usage du jeune Prince. Les instructions illustrées dans les dix commentaires sont des déclinaisons de la doctrine fondée dans le premier chapitre : Le Prince gouverne grâce à la connaissance, en commençant par réformer sa personne, et dans l'intérêt et l'amour du peuple, alors sa puissance politique et morale pourra efficacement rayonner sur le monde qui sera en paix. Connaissance des causes, sagesse accomplie, sérénité intérieure, harmonie familiale, bon gouvernement et monde en paix sont ainsi considérés comme différents effets de la même cause : la conformité au Tao ; et comme différentes modalités de la même qualité : la « puissance morale » (le Tö, ou « Vertu »). Affirmant le lien indéfectible de la politique et de la morale, la force de l'exemplarité, la primauté du peuple, cette Grande Étude est bien dans la voie tracée il y a 25 siècles par Confucius et pourrait être consultée avec profit par les gouvernants d'aujourd'hui[réf. nécessaire].